# Doha Diamond League 2015
Il Doha Diamond League 2015 è stato la 17ª edizione dell'annuale meeting di atletica leggera, tappa inaugurale del circuito Diamond League 2015. Le competizioni hanno avuto luogo presso lo Stadio Qatar SC di Doha, il 15 maggio 2015.

## Programma
| # | Orario | Specialità             |
| - | ------ | ---------------------- |
| 1 | 17:40  | Getto del peso         |
| 2 | 18:10  | Salto con l'asta       |
| 3 | 19:04  | 400 metri ostacoli     |
| 4 | 19:10  | Lancio del giavellotto |
| 5 | 19:29  | 800 metri piani        |
| 6 | 19:35  | Salto triplo           |
| 7 | 20:23  | 100 metri piani        |
| 8 | 20:45  | 3000 metri piani       |

| # | Orario | Specialità         |
| - | ------ | ------------------ |
| 1 | 17:30  | Salto in lungo     |
| 2 | 17:35  | Lancio del disco   |
| 3 | 18:25  | Salto in alto      |
| 4 | 19:15  | 1500 metri piani   |
| 5 | 19:41  | 200 metri piani    |
| 6 | 19:52  | 100 metri ostacoli |
| 7 | 20:02  | 3000 metri siepi   |
| 8 | 20:34  | 400 metri piani    |

     Specialità valide per la Diamond League

## Risultati
Di seguito i primi tre classificati di ogni specialità.

### Uomini
| Specialità             | 1º classificato        | Prestazione | 2º classificato  | Prestazione | 3º classificato     | Prestazione |
| 100 metri              | Justin Gatlin          | 9"97        | Mike Rodgers     | 9"96        | Keston Bledman      | 10"01       |
| 800 metri              | Ayanleh Souleiman      | 1'43"78     | Ferguson Rotich  | 1'44"53     | Alfred Kipketer     | 1'44"59     |
| 3000 metri             | Hagos Gebrhiwet        | 7'38"08     | Mo Farah         | 7'38"22     | Thomas Longosiwa    | 7'39"22     |
| 400 metri ostacoli     | Bershawn Jackson       | 48"09       | Javier Culson    | 9"96        | Thomas Barr         | 10"01       |
| Salto con l'asta       | Konstadínos Filippídis | 5,75 m      | Carlo Paech      | 5,60 m      | Germán Chiaraviglio | 5,60 m      |
| Salto triplo           | Pedro Pablo Pichardo   | 18,06 m     | Christian Taylor | 18,04 m     | Teddy Tamgho        | 17,24 m     |
| Getto del peso         | David Storl            | 21,51 m     | Reese Hoffa      | 21,30 m     | Ryan Whiting        | 21,06 m     |
| Lancio del giavellotto | Tero Pitkämäki         | 88,62 m     | Antti Ruuskanen  | 86,61 m     | Vítězslav Veselý    | 83,67 m     |

     Atleti al primo posto nella classifica di specialità.
     Prestazione che stabilisce il nuovo record del meeting.

### Donne
| Specialità         | 1ª classificata   | Prestazione | 2ª classificata     | Prestazione | 3ª classificata     | Prestazione |
| 200 metri          | Allyson Felix     | 21"98       | Murielle Ahouré     | 22"29       | Anthonique Strachan | 22"69       |
| 400 metri          | Francena McCorory | 50"21       | Sanya Richards-Ross | 50"79       | Stephenie McPherson | 50"93       |
| 1500 metri         | Dawit Seyaum      | 4'01"40     | Sifan Hassan        | 4'00"96     | Senbere Teferi      | 4'01"86     |
| 100 metri ostacoli | Jasmin Stowers    | 12"35       | Sharika Nelvis      | 12"54       | Tiffany Porter      | 12"65       |
| 3000 metri siepi   | Virginia Nyambura | 9'21"51     | Hiwot Ayalew        | 9'21"54     | Hyvin Kiyeng        | 9'22"11     |
| Salto in alto      | Airinė Palšytė    | 1,94 m      | Irina Gordeeva      | 1,94 m      | Isobel Pooley       | 1,91 m      |
| Salto in lungo     | Tianna Bartoletta | 6,99 m      | Shara Proctor       | 6,95 m      | Christabel Nettey   | 6,93 m      |
| Lancio del disco   | Sandra Perković   | 68,10 m     | Nadine Müller       | 65,13 m     | Dani Samuels        | 64,45 m     |

     Atleti al primo posto nella classifica di specialità.
     Prestazione che stabilisce il nuovo record del meeting.